# Certonotus varius
Certonotus varius là một loài tò vò trong họ Ichneumonidae.